# Ennetmoos
Ennetmoos és un municipi del cantó de Nidwalden (Suïssa).